# Eichenbühl
Eichenbühl là một đô thị thuộc huyện Miltenberg bang Bayern nước Đức.